# Prototyphis zealandicus
Prototyphis zealandicus är en snäckart som först beskrevs av Hutton 1873.  Prototyphis zealandicus ingår i släktet Prototyphis och familjen Typhidae. Inga underarter finns listade i Catalogue of Life.